# Велдвейк, Ларс
Ларс Велдвейк (нидерл. Lars Veldwijk; 21 августа 1991, Эйтхорн) — нидерландский и южноафриканский футболист, нападающий клуба «Галф Юнайтед».

## Клубная карьера
Велдвейк представлял команду первого дивизиона «Эксельсиор» в сезоне 2013/14, забив 35 голов в 45 матчах во всех соревнованиях. 12 июня 2014 года Велдвейк подписал контракт с английской командой «Ноттингем Форест» за сумму в размере 500 000 фунтов стерлингов, которое может возрасти до 1 миллиона фунтов стерлингов в зависимости от различных условий. Дебютировал 16 августа 2014 года против «Болтон Уондерерс» на стадионе «Макрон» в качестве замены нападающего Мэтти Фрайата на 92-й минуте матча. Велдвейк сыграл свой первый матч за «Форест» 26 августа 2014 года в победном матче с «Хаддерсфилд Таун» (2:0) во втором раунде Кубка Лиги.
В январе 2025 года перешёл в клуб из ОАЭ «Галф Юнайтед».